# Ruta Interbalnearia

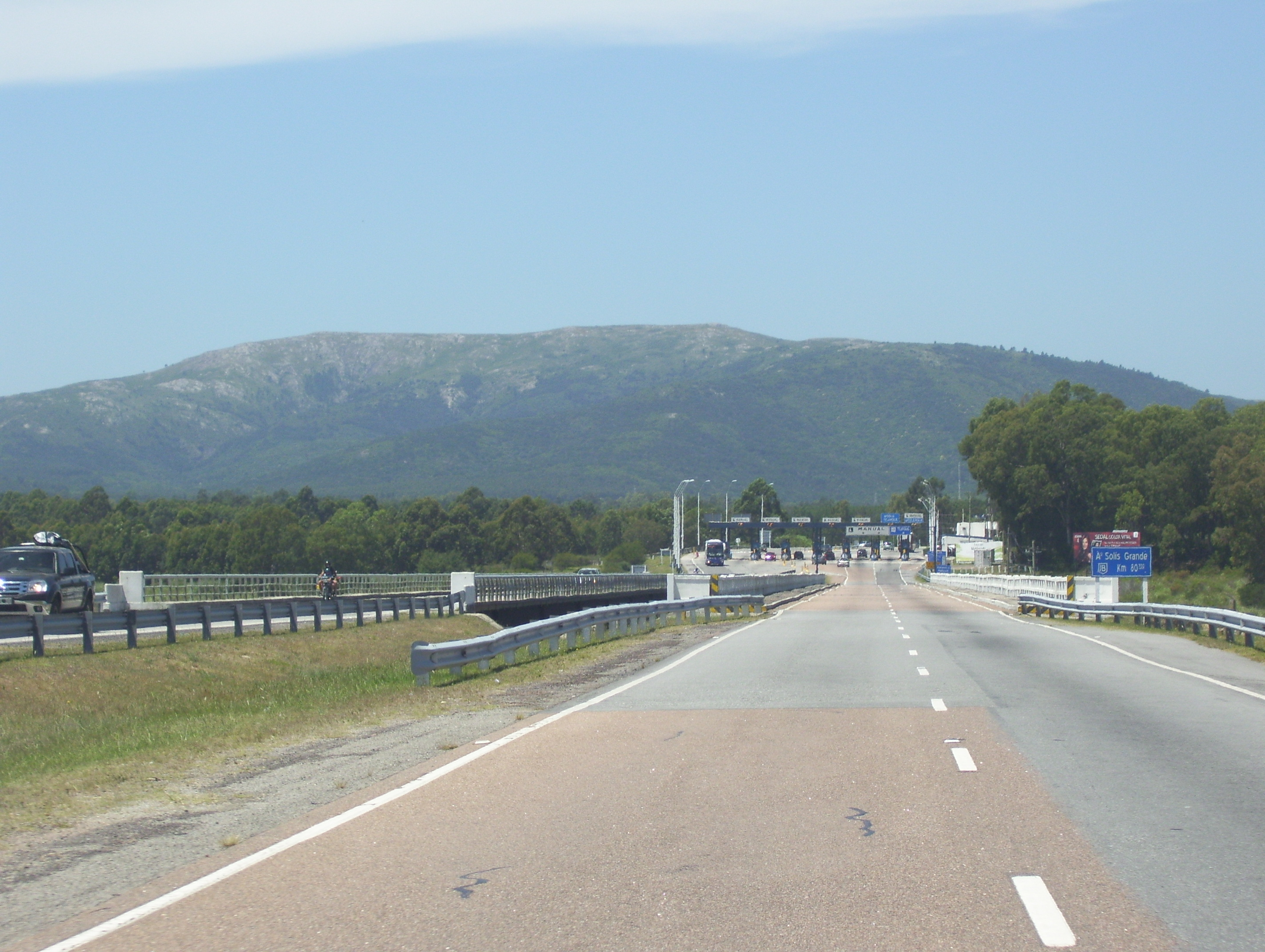
Ruta IB próximo al Peaje Solís. Detrás el Cerro de las Ánimas

La Ruta Interbalnearia es una de las rutas nacionales de Uruguay. Se denomina como tal por atravesar los balnearios de los departamentos de Canelones y de Maldonado, y en los mapas carreteros es identificada como IB. Fue denominada General Líber Seregni por ley 18784, en honor al político y militar uruguayo.
Es una carretera de 4 carriles de 98 km de longitud, y su trazado coincide en parte con las rutas 9, 10 y 99, y totalmente con la ruta 93.
Es de las rutas más modernas y de mejor estado en el país, así como de las más transitadas, sobre todo en la temporada de verano y en los fines de semana, ya que es acceso a balnearios como Atlántida, Parque del Plata, Piriápolis y Punta del Este, todos ellos de gran importancia turística a nivel nacional como internacional.

## Historia
Previo a la construcción de la ruta Interbalnearia, la mejor opción para llegar a los balnearios ubicados en zona costera del este era el ferrocarril, el cual ya desde finales del siglo XIX llegaba a dicha zona del departamento de Canelones. En 1929 el camino a Maldonado (actuales rutas 8 y 9) era una carretera de hormigón, que aunque muy angosta para vehículos, sin embargo era la otra opción para llegar al este. La falta de una ruta costera generaba situaciones donde se tenían que recorrer muchos kilómetros por carreteras para llegar a balnearios que geográficamente se encontraban muy cerca. Hacia mediados de los 40 comenzó la discusión por la construcción de la nueva carretera hasta la promulgación de una ley en 1952.
La construcción del tramo entre los arroyos Pando y Solís Chico fue autorizada en diciembre del año 1952. Por ley 11889 se autorizó la construcción de una doble ruta en el trayecto de la ruta 34, comprendido entre el Aeropuerto Nacional de Carrasco y el puente de la picada del arroyo Pando, y en el de la ruta N° 10 comprendido entre este último puente y el arroyo Solís Chico, siguiendo el trazado estudiado por la Dirección de Vialidad que pasaba por el norte de los balnearios de dicha zona.
En 1956 se autorizó la construcción de los puentes sobre los arroyos Solís Chico, El Bagre, La Tuna, Coronilla y Solís Grande. En ese mismo año se autorizó además la bituminización en el tramo comprendido entre la ruta 101 (inmediaciones del Aeropuerto Nacional de Carrasco) y el arroyo Solís Chico.
En 1972 y luego de muchos años de demoras en su construcción, fue inaugurado por el entonces ministro de Obras Públicas, el arquitecto Walter Pintos Risso, el trébol de acceso a la altura del balneario Atlántida.
La construcción de esta carretera como doble vía comenzó en abril de 1995 y las obras fueron finalmente inauguradas en octubre de 2009; ya en 1994 se había concretado la concesión con la empresa Consorcio del Este y ésta comenzó ese mismo año con el cobro de peajes. La inversión total de la empresa fue de 80,5 millones de dólares.
La doble vía fue clasificada en tres tramos; el primero, entre los arroyos Pando y Solís Chico, el cual ya estaba construido en el momento de ser aprobada la concesión, para dicho tramo se le encargó a la empresa solamente su mantenimiento. La construcción de los tramos entre los arroyos Solís Chico y Solís Grande, y el tramo entre el arroyo Solís Grande y Portezuelo, estuvieron a cargo de la empresa. La concesión se otorgó por 13 años y la misma finalizaría en el 2007.
Efectivamente en diciembre de 2007 finalizó la concesión de la empresa Consorcio del Este luego de 13 años, así en más el gobierno retomó el mantenimiento y la operativa de la ruta Interbalnearia. Previo a esto la empresa realizó obras de repavimentación e iluminación del tramo de la ruta entre El Pinar y Parque del Plata así como la señalización horizontal de la misma.
A partir del 20 de diciembre de 2007 la administración de la ruta pasó a manos de la Corporación Vial del Uruguay (organismo estatal que opera bajo el derecho privado), aunque esta última debió contratar los servicios de la anterior empresa concesionaria hasta abril de 2008 para el cobro en los peajes.
A pesar de que existía doble vía desde el arroyo Pando hasta Punta del Este, faltaba el último tramo comprendido entre la ruta 101 y el mencionado arroyo. En octubre de 2009 dicha obra fue concretada. El trayecto correspondiente a 10.5 km fueron transformados de simple vía a doble vía. Todo el trazado tiene además sendas paralelas de 6 metros de ancho para el tránsito local y los peatones.
El 20 de diciembre de 2013 fue inaugurado el intercambiador ubicado en el ingreso al balneario La Floresta (km 54). La obra demandó una inversión de 6 millones de dólares, y la concreción del proyecto estuvo a cargo del Consorcio Interbalnearia Oeste. El motivo de su construcción fueron los múltiples accidentes de tránsito que se producían en la entrada al balneario, por lo que la secretaría de Estado resolvió su construcción. La obra demandó un total de 10 meses de construcción. Consta de un pasaje superior, por el cual la ruta 35 pasa a desnivel sobre la ruta Interbalnearia, y dos rotondas sobre la ruta 35 -una al norte, y otra al sur- que permiten realizar las diferentes maniobras en el cambio de ruta.

## Trazado
Su trazado comienza en la ruta 101, al este del Aeropuerto Internacional de Carrasco, como una carretera de 4 carriles (2 carriles en cada sentido). Su trazado se extiende como tal hasta el km 83; de ahí y hasta Punta del Este la ruta Interbalnearia coincide en su trazado con las rutas nacionales 99, 9, 93 y 10. En los mapas oficiales, los tramos que no coinciden con ninguna otra ruta nacional son identificados con el N.º 200.
Su tramo entre la ruta 101 y el arroyo Pando forma junto con las rutas 101, 102 y la avenida de las Américas, un sistema de accesos y circunvalación a la ciudad de Montevideo desde la zona este.

## Itinerario

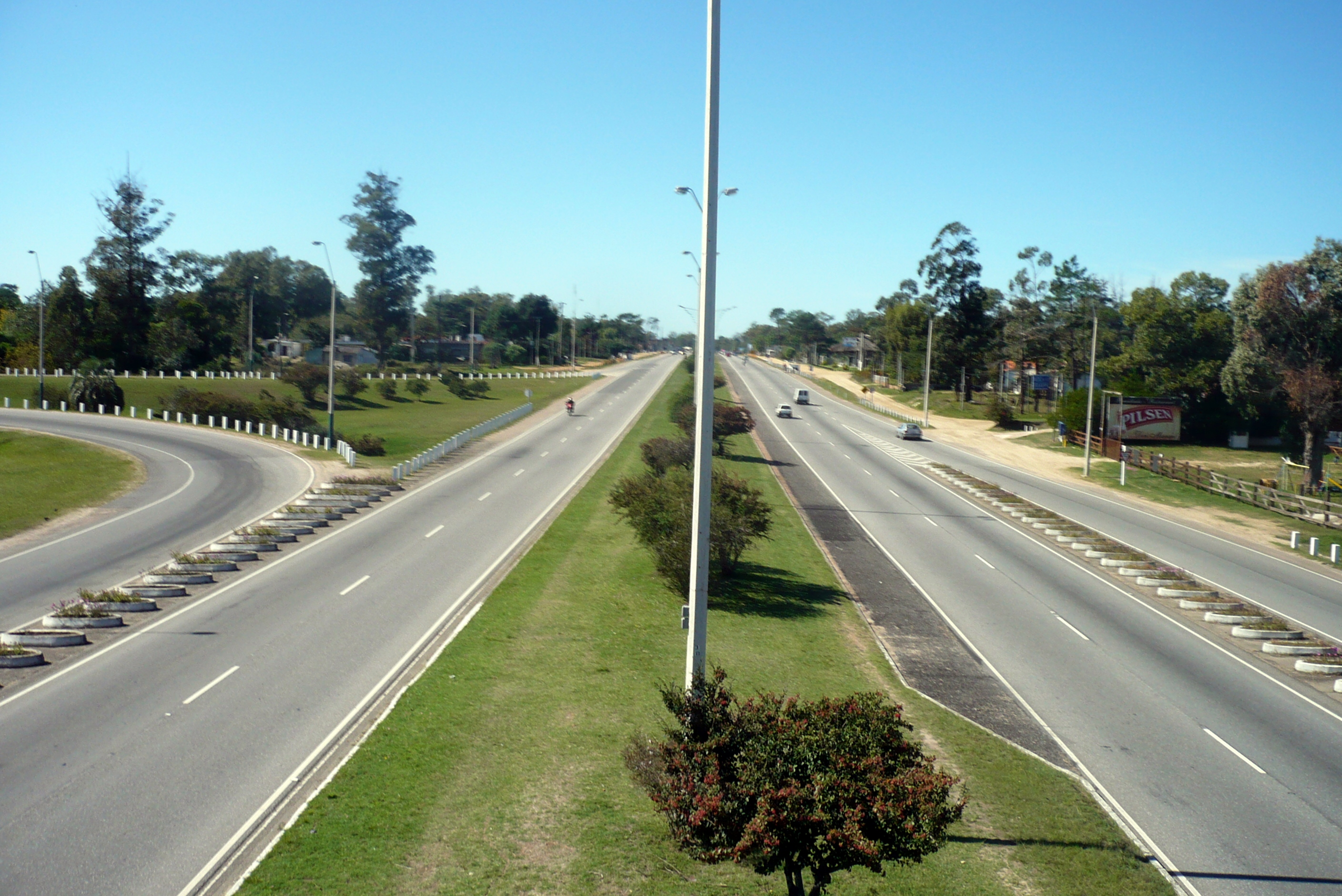
Vista hacia el este desde puente de Atlántida

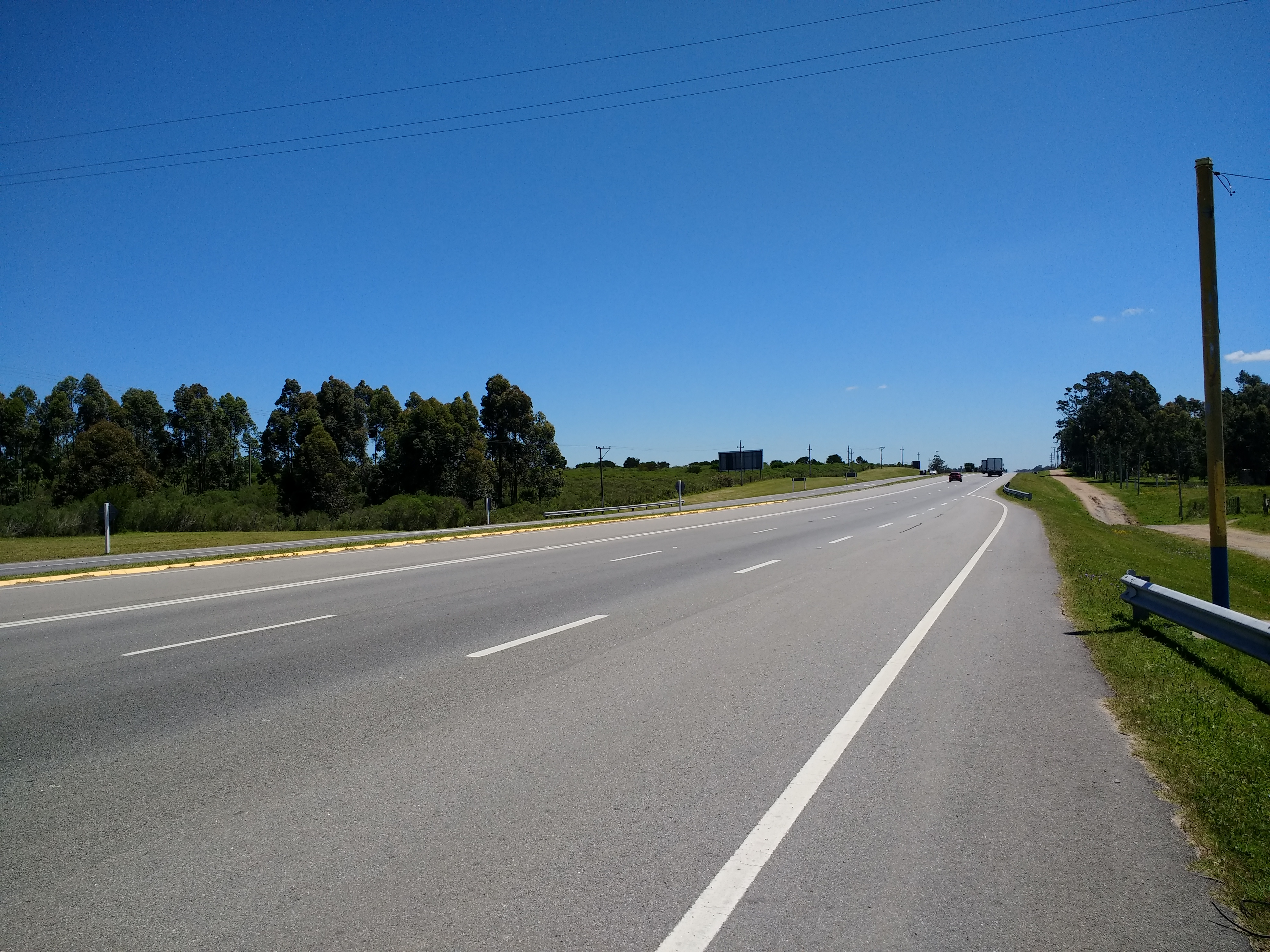
Ruta IB a la altura de Costa Azul

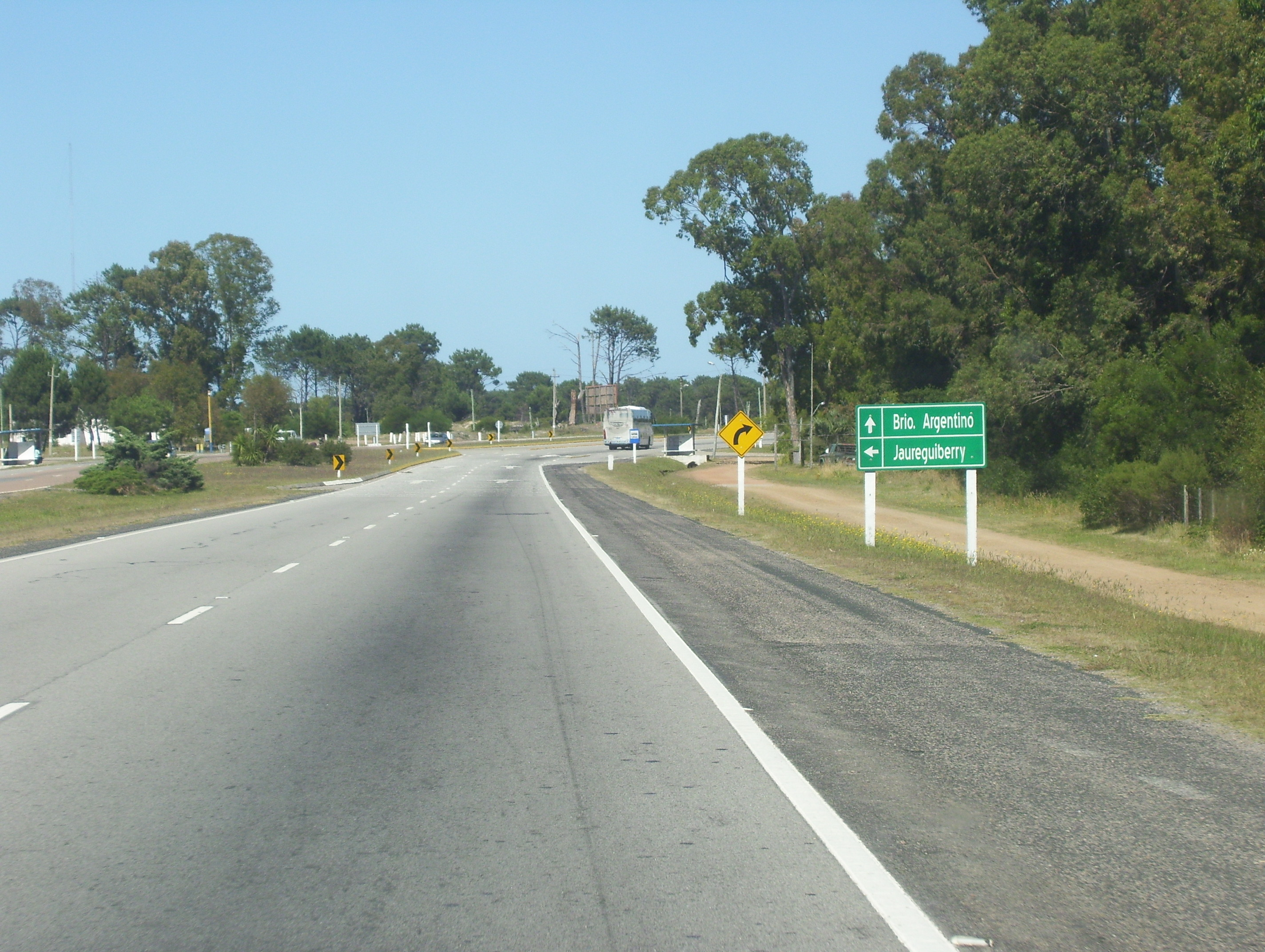
Ruta IB a la altura del balneario Jaureguiberry

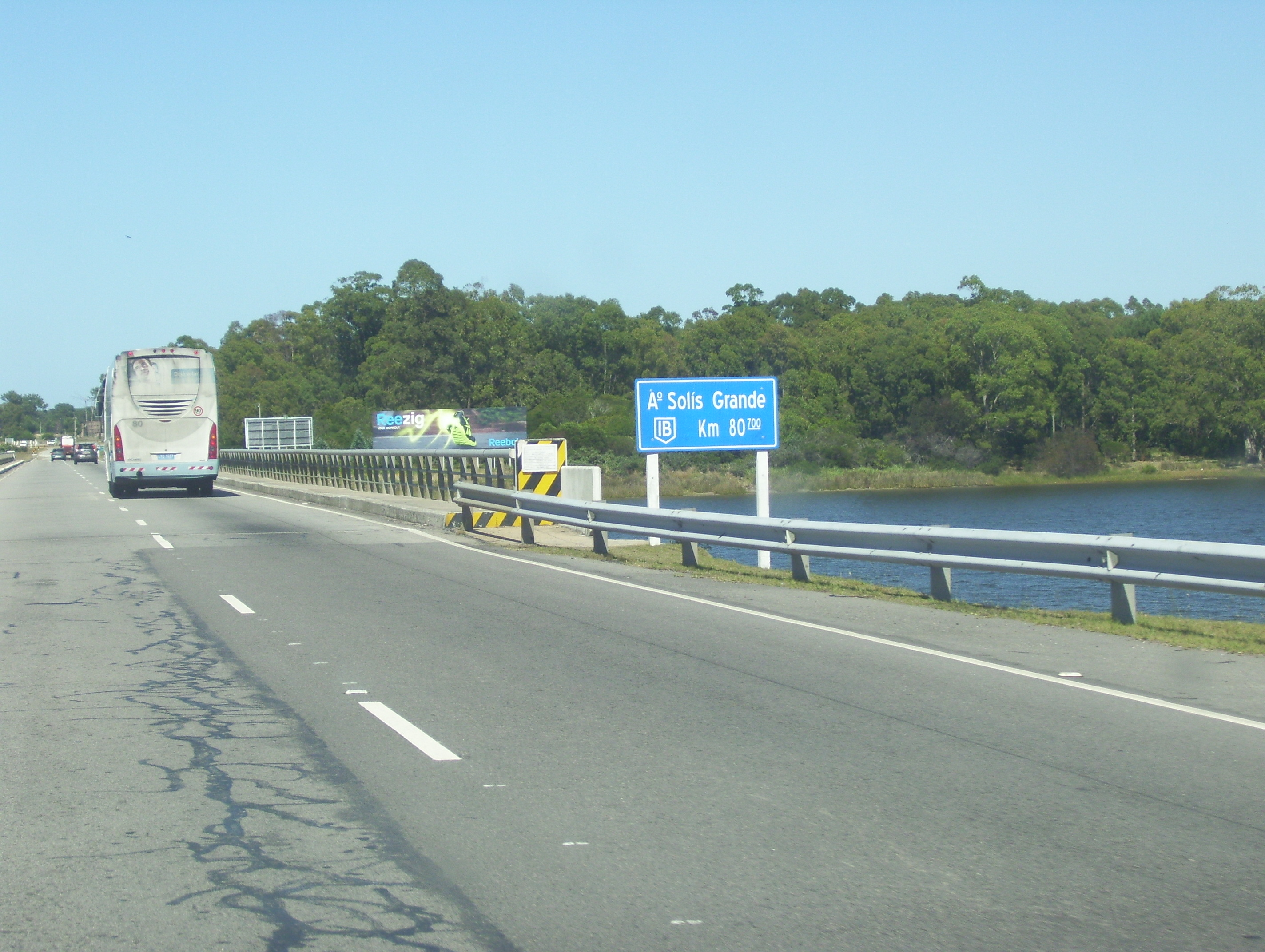
Ruta IB a la altura del Arroyo Solís Grande

### Canelones
- km 21: Extremo Oeste  Ruta 
  - Norte: a ruta 102, ruta 
  - Sur: a  Aeropuerto Internacional de Carrasco, Avenida de las Américas, Av Wilson Ferreira Aldunate, Montevideo
- km 21-33: Ciudad de la Costa
- km 33: Avenida Ingeniero Luis Giannattasio
  - Oeste: a Ciudad de la Costa, Montevideo
- km 33.500 Arroyo Pando, Peaje Pando
- km 34
  - Norte: ruta 34: a ruta , Empalme Olmos
  - Sur: a Remanso de Neptunia
- km 36: Av. de los Pinos
  - Norte: a Neptunia
  - Sur: a Neptunia
- km 36.500: Pinamar
- km 38.500:
  - Norte: Ruta 87: Salinas y a ruta 34, La Montañesa, Piedra del Toro y Empalme Olmos
  - Sur: Av Julieta acceso a Salinas
- km 39.500: Marindia
- km 41.500: Fortín de Santa Rosa
- km 44.000: Villa Argentina
- km 45.000: Intercambiador Atlántida
  - Norte: Ruta  a Estación Atlántida, rutas      
  - Sur: Calle Artigas
- km 47.000: Las Toscas
- km 50.500: Parque del Plata
- km 51.000: Arroyo Solís Chico
- km 54.000: Intercambiador La Floresta
  - Norte: Ruta 35 a Estación La Floresta, Soca
  - Sur: La Floresta
- km 56.000:
  - Sur: Costa Azul
- km 57.000: Bello Horizonte
- km 58.000: Guazuvirá Nuevo
- km 60.000: Guazuvirá
- km 62.000: San Luis
- km 64.000: Los Titanes
- km 65.000: La Tuna
- km 66.000: Araminda
- km 67.500: Santa Lucía del Este
- km 71.000: Biarritz
- km 72.000:
  - Norte: Ruta 70 a Piedras de Afilar y ruta 
  - Sur: Cuchilla Alta y El Galeón
- km 73.000: Santa Ana
- km 76.000: Balneario Argentino
- km 79.000: Jaureguiberry
- km 80.500:  Arroyo Solís Grande

### Maldonado
- km 81.000: Peaje Solís
- km 83.000: Intercambiador Solís
  - Suroeste: Ruta 99 al Balneario Solís y ruta 
  - Noreste: desde aquí la Ruta IB continúa sobre el trazado de la ruta 99.

#### Rutas: IB -99
- km 85.000: Empalme con la ruta .

#### Rutas: IB -9
- km 88.000: Ruta 71 a Estación Las Flores, Las Flores y ruta 73
- km 95.000: Empalme Rutas  y 93, Ruta IB continúa sobre esta última.
  - Noreste: Ruta  a Pan de Azúcar, ruta 60, ruta , ruta 39, Rocha

#### Rutas: IB -93
- km 96.000: Ruta 37
  - Sur: a Piriápolis y
- km 102.000: Intercambiador Camino de los Arrayanes: Camino los Arrayanes a Piriápolis
- km 107.000: Camino Américas Unidas a Punta Negra
- km 110.000: accesos a La Capuera y Sauce de Portezuelo
- km 113.000:  Internacional de Laguna del Sauce
- km 115.200: Arroyo El Potrero, Ruta IB continúa sobre trazado de ruta 10

#### Rutas: IB -10
- km 118.000:
  - Norte: Ruta  a 
  - Sur: Portezuelo

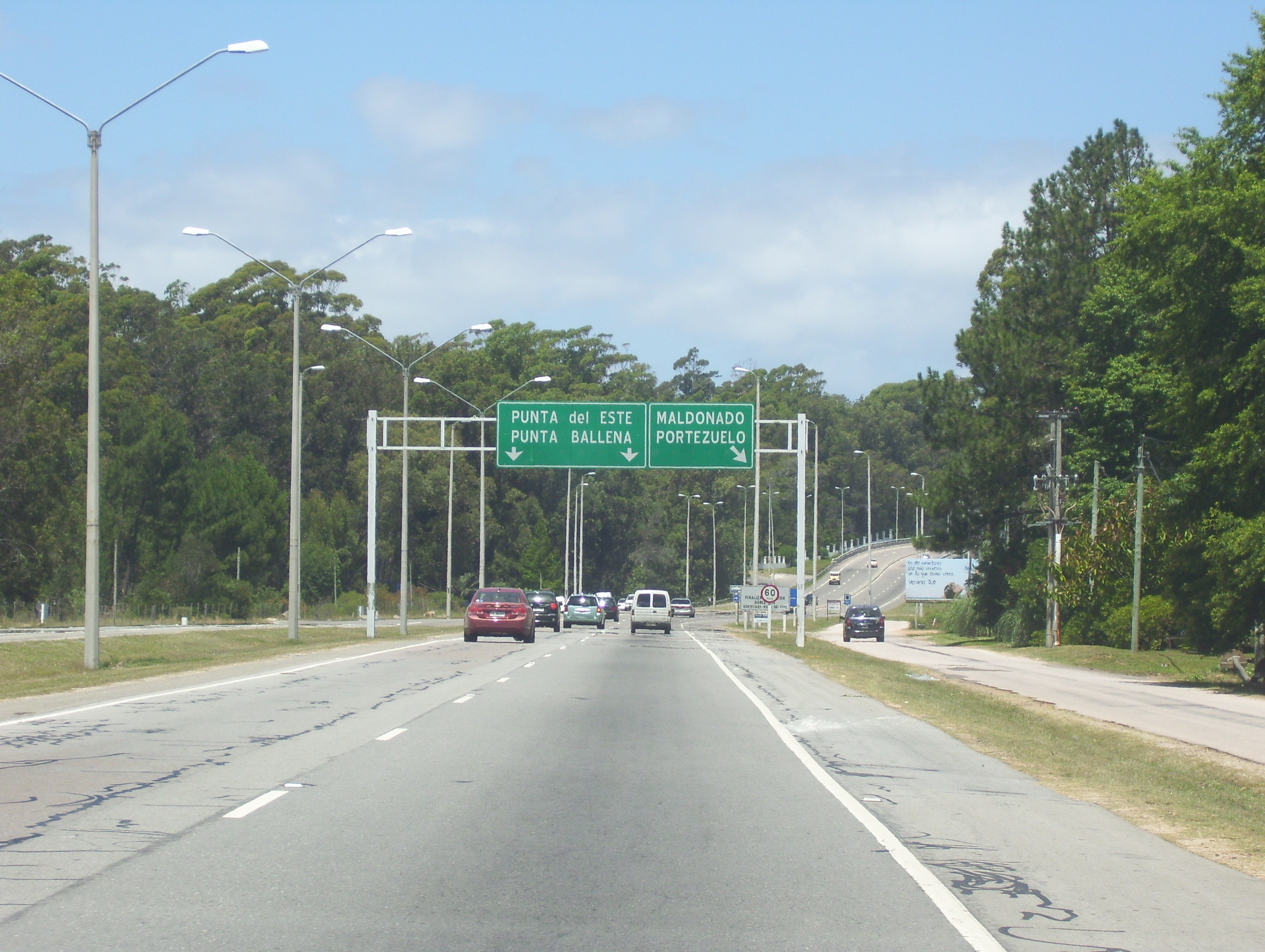
Ruta IB próximo al intercambiador de Camino Lussich

- km 119.000: Extremo este: Ruta 38 (Camino Lussich); desde este punto es de jurisdicción departamental
  - Noreste: a Maldonado
  - Suroeste: acceso a Portezuelo
  - Este: Continúa como Av. Dr. Enrique Tarigo a Punta del Este[15]

## Peajes
Los peajes que se ubican en esta carretera son los siguientes:
| Nombre | Departamento | Ubicación | Concesionario                                     |
| ------ | ------------ | --------- | ------------------------------------------------- |
| Pando  | Canelones    | km 33     | Corporación Vial del Uruguay (operado por Ciemsa) |
| Solís  | Maldonado    | km 81     | Corporación Vial del Uruguay (operado por Ciemsa) |